# Pianosonate nr. 21 (Beethoven)
De Pianosonate nr. 21 in C op. 53, genoemd naar Beethovens Weense mecenas en vriend graaf Ferdinand Ernst Gabriel von Waldstein, wordt beschouwd als een van de grootste onder de pianosonates van Beethoven. Ze is een van de bekendste sonates uit zijn zogenaamde middelste periode, samen met de Appassionata en Les adieux en een van zijn technisch meest veeleisende werken. Soms krijgt ze de bijnaam De dageraad, omwille van de sfeer die de sonore openingsakkoorden van het derde deel oproepen.

## Delen
De sonate bestaat uit drie delen:
1. Allegro con brio
2. Introduzione. Adagio molto - attacca
3. Rondo. Allegretto moderato

### Allegro con brio
Pianosonate nr. 21 in C 'Waldstein', Op. 53. I. Allegro con Brioⓘ

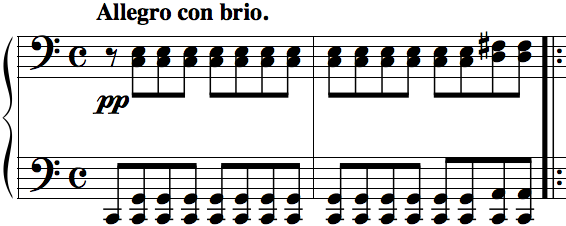
Het openingsmotief

De sonate begint met herhaalde pianissimo akkoorden, twee maten zonder melodie, dan met een klein jachtig motiefje. Dit patroon gaat door en komt tot een uitbarsting van snelle zestiende noten. Het tweede thema staat in E, de mediant- en niet de dominanttoonaard, wat Beethoven later nog zou doen in bijvoorbeeld de Hammerklaviersonate. In de reprise staat dit thema in A, maar het moduleert daar via a weer naar C, waarna het stuk eindigt in een stevige coda.

### Introduzione. Adagio molto - attacca
Pianosonate nr. 21 in C 'waldstein', Op. 53. II. Introduzione- Adagio moltoⓘ
Het tweede deel is een kort adagio als inleiding op het derde. Het karakter gaat van kalm naar gejaagd, maar valt weer stil om meteen aan te sluiten op het rondo. Deze beweging vervangt een oorspronkelijk langer tweede deel, dat later apart werd uitgegeven als het Andante Favori, WoO 57.

### Rondo (Allegretto moderato)
Pianosonate nr. 21 in C 'waldstein', Op. 53. III. Rondo- Allegretto Moderatoⓘ

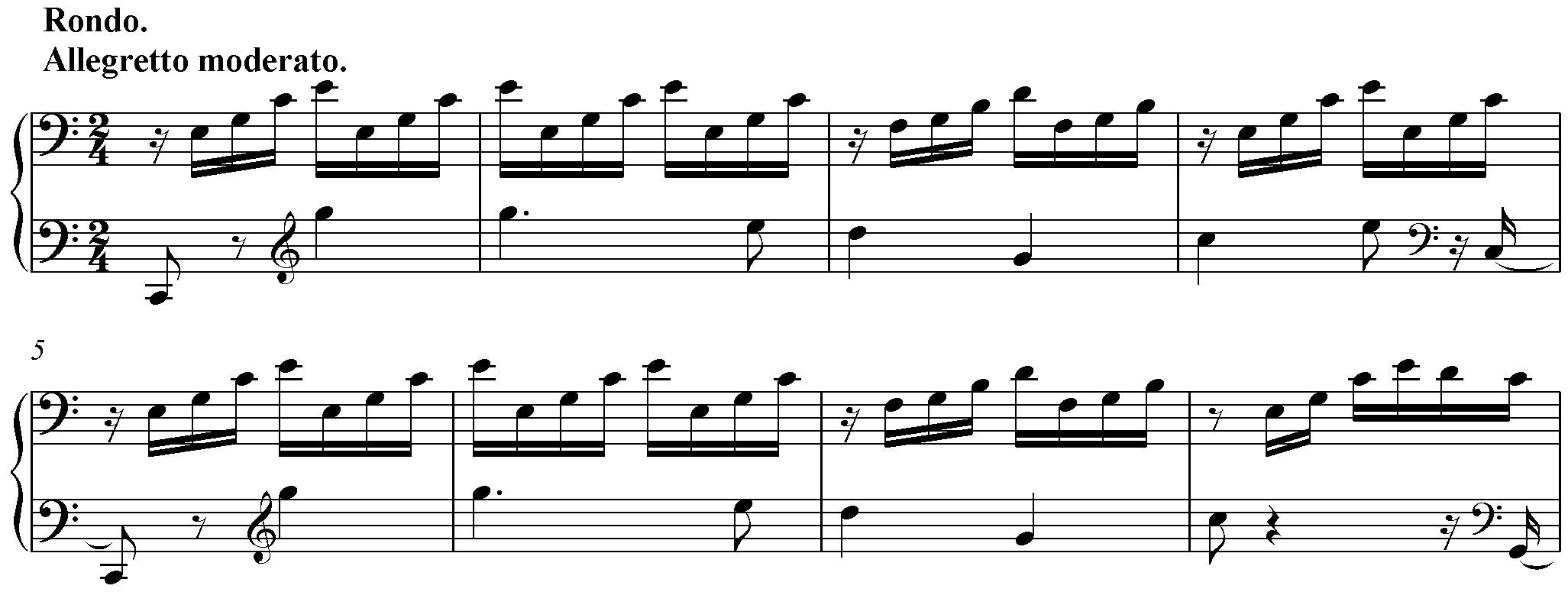
Openingsmaten van het derde deel

Het rondo begint net als het eerste deel pianissimo met een zachte, troostende melodie. Deze wordt al snel fortissimo herhaald met bijzonder snelle trekken in de linkerhand en een onophoudelijke triller op de dominant in de rechterhand, terwijl ze de melodie speelt. Een tweede thema in triolen van gebroken akkoorden wordt kort voorgesteld, maar snel afgebroken voor een turbulente passage in a die het centrale deel al aankondigt, echter voorafgegaan door een herhaling van het eerste thema.
Met staccato octaven in c vindt dit centrale deel een aanvang. Wervelende triolen komen erbij en leiden de muziek naar een climax van hoekige akkoorden, die weer overgaan naar een kalme, bijna mysterieuze passage, die met veel dramatiek naar het eerste thema, fortissimo, teruggaat. Het tweede thema keert nog terug, gevolgd door een lang stuk dansachtige muziek (typisch voor Beethoven) en na enkele fortissimo akkoorden lijkt het stuk in een pianissimo weg te sterven. Er volgt echter nog een wonderlijke prestissimo coda, die met alle thema's speelt en met veel grandeur het werk besluit.

## Bladmuziek
- De volledige bladmuziek van dit werk is beschikbaar bij het International Music Score Library Project.

1. f, opus 2-1
2. A, opus 2-2
3. C, opus 2-3
4. Es, opus 7 (Grand Sonata)
5. c, opus 10-1
6. F, opus 10-2
7. D, opus 10-3
8. c, opus 13 (Pathétique)
9. E, opus 14-1

1. G, opus 14-2
2. Bes, opus 22
3. As, opus 26 (Dodenmars)
4. Es, opus 27-1 (Quasi una fantasia)
5. cis, opus 27-2 (Mondschein)
6. D, opus 28 (Pastorale)
7. G, opus 31-1

1. d, opus 31-2 (Sturm)
2. Es, opus 31-3
3. g, opus 49-1
4. G, opus 49-2
5. C, opus 53 (Waldstein)
6. F, opus 54
7. f, opus 57 (Appassionata)
8. Fis, opus 78 (À Thérèse)

1. G, opus 79
2. Es, opus 81a (Les adieux)
3. e, opus 90
4. A, opus 101
5. Bes, opus 106 (Hammerklavier)
6. E, opus 109
7. As, opus 110
8. c, opus 111